# Сансеверино, Джованни Бернардино
Джованни Бернардино Сансеверино (итал. Giovanni Bernardino Sanseverino; фр. Jean-Bernardin de Saint-Séverin; ок. 1506 — 25 мая 1570, Ланже), 2-й герцог ди Сомма (титулярный) — французский военачальник, участник Итальянских войн.
Сын Альфонсо Сансеверино, герцога ди Сомма, и Марии Диас Карлоне.
Чтобы поправить сложное финансовое положение семьи, женился (до 12.05.1529) на Марии Бельтрано, дочери графа Альфонсо ди Мезанье, и внучке богатого каталонского купца, вдове Джакомо Сансеверино из линии графов ди Сапонара.
Вместе с отцом поддержал французов, в 1527 году вторгшихся в Неаполитанское королевство. После поражения маршала Лотрека попал в плен к испанцам, затем отправился в изгнание во Францию.
16 сентября 1547 получил от Генриха II сеньорию Ланже в Турени. Был владельцем замка Ланже.
Как и прочие неаполитанские изгнанники, поддерживал любую французскую военную акцию на Итальянском полуострове. С началом последней Итальянской войны 5 августа 1552 был назначен генерал-полковником итальянской пехоты в Тоскане и Сиенской области; в этом качестве под командованием генерала де Терма участвовал в подготовке обороны Сиены.
В августе 1553 принял участие в корсиканской экспедиции. Его обязанности в Италии временно исполнял Луи де Бираг.
22 июня 1558 стал преемником Пьеро Строцци в должности генерал-полковника итальянцев. Подтвержден в должности 21 февраля 1568.
Умер в бедности в Ланже.